# Canteras Quilpo
Canteras Quilpo es una localidad argentina ubicada en el departamento Cruz del Eje, Provincia de Córdoba. Se encuentra 3 km al oeste del río Quilpo, y 20 km al sur de Cruz del Eje. Se puede acceder a ella desde San Marcos Sierras, el embalse Cruz del Eje o la localidad de Los Sauces.
El paraje, surgió con la llegada de Canteras El Sauce, en 1940, que instaló el emprendimiento minero y llegó a tener 300 empleados. Alrededor de la cantera, los hornos y la embolsadora fueron instalándose las casas de los obreros, la enfermería, una iglesia, un jardín de infantes, dos escuelas primarias y un secundario con orientación en minería. En 1994, la empresa quebró y fue comprada por Cefas SA.reactivandose la actividad.
La villa se formó a partir de la explotación de una cantera de cal, la cual es la principal actividad económica del lugar. Está compuesta por dos partes disantes 3 km una de la otra, la cuesta donde vive el encargado y hay un hotel para visitantes, y la parte baja donde se encuentran los obreros, la enfermería, escuela y las partes productiva de la empresa: cantera, horno y embolsadora. La firma Canteras El Sauce era la original propietaria de la cantera, siendo la que dio a sus obreros vivienda, luz y agua. La misma quebró en 1994 y fue adquirida por CEFAS SA. Desde entonces la nueva dueña ha tomado una política de reducción de personal y a su vez preferencia por personas que habitan en Cruz del Eje, con lo cual la localidad fue perdiendo población; incluso existe un barrio en Cruz del Eje denominado Quilpo cuyos habitantes trabajan mayoritariamente en la mina. La escuela secundaria es una de las 3 de la provincia con orientación minera. En mayo de 2017  la minera Cefas, que explotaba la cantera de cal  despidió a todos los trabajadores y comenzó a demoler las casas, ya que son parte de su propiedad. A fines de 2016, Cefas comenzó una serie de despidos masivos que terminaron en 2017 con los últimos 70 trabajadores que quedaban en la cantera. Tras ello todas las casas, la escuela y el resto del pueblo comenzó a ser demolido por la empresa porque forman parte de su propiedad.

## Población
Cuenta con 216 habitantes (Indec, 2010), lo que representa un descenso del 23% frente a los 281 habitantes (Indec, 2001) del censo anterior.
| Gráfica de evolución demográfica de Canteras Quilpo entre 1991 y 2010 |
|                                                                       |
| Fuente: Censos nacionales del INDEC                                   |